# Sincerely
Sincerely (estilizado como Sincerely,) é o quinto álbum de estúdio da cantora americana Kali Uchis. Lançado em 9 de maio de 2025 pela Capitol Records.

## Antecedentes e tema
Após o lançamento de seu quarto álbum de estúdio e segundo álbum em espanhol Orquídeas, em janeiro de 2024, bem como a edição deluxe Orquídeas Parte 2, Uchis anunciou que tinha seu próximo álbum pronto em uma entrevista à Billboard em 4 de junho de 2024. Ela ainda provocou um próximo álbum no final daquela semana na cerimônia Billboard Mujeres Latinas en la Música.
A cantora revelou que um evento "transformador" inspirou seu novo álbum, mas não divulgou detalhes sobre ele. De acordo com Uchis, Sincerely é sobre as "complexidades da vida" e a tentativa de "encontrar alegria na vida apesar do mundo", "apreciar cada momento e não tomar a vida como garantida". Marca seu conjunto de trabalhos mais "existencial", "honesto" e "belo" até o momento, mas para ela, pessoalmente, será seu "mais significativo e impactante". Ouvindo novamente o álbum após sua conclusão, a cantora notou muitas coisas em suas letras "que encapsulam completamente" a maneira como ela se sentia naquele momento. Ela sentiu como se tivesse previsto o que estava prestes a acontecer e isso a curou. 

## Promoção
Em 17 de março de 2025, Uchis anunciou o título do álbum em um vídeo nas redes sociais que a mostra escrevendo uma carta em um quarto iluminado por velas, vestindo roupas de dormir. Ela anunciou simultaneamente sua parceria com a gravadora americana Capitol Records e seu presidente Tom March. Em 18 de março, Uchis anunciou o primeiro single do álbum "Sunshine & Rain…", que foi lançado em 27 de março de 2025. Em 27 de março de 2025, ela anunciou a data de lançamento do álbum para 9 de maio de 2025, junto com a arte da capa do álbum no mesmo dia. Em 19 de abril de 2025, ela anunciou seu segundo single "ILYSMIH", que foi lançado em 25 de abril de 2025.